# Ioan Silviu Suciu
Ioan Silviu Suciu (n. 24 noiembrie 1977, Sibiu, România) este un fost gimnast român, laureat cu bronz la Atena 2004 și cvadruplu campion european. Acum este antrenorul al lotului național de gimnastică artistică masculină.

## Carieră
A început să practice gimnastica la vârsta de șase ani în orașul său, sub conducerea antrenorului Mircea Apolzan. În anul 1997 s-a legitimat la CSU Timișoara, apoi în anul următor la CS Dinamo București, antrenorul său fiind Dan Grecu. La Universiada de vară din 1997 a obținut medalia de aur la cal cu mânere, medalia de argint la sărituri și două medalii de bronz la sol și pe echipe. A devenit campion european la sărituri în 2000. În același an a participat la Jocurile Olimpice din 2000 de la Sydney, dar nu a putut ajunge în finale la niciun aparat. A cucerit medalia de argint la cal cu mânere și medalia de aur pe echipe la Campionatul european din 2002. Doi ani mai târziu a câștigat două medalii de aur la Campionatul European din 2004, la cal cu mânere și pe echipe. La Jocurile Olimpice din 2004 de la Atena s-a clasat pe locul 4 la individual compus. A fost în componenta echipei care a obținut prima medalie olimpică românească la gimnastică masculină, o medalie de bronz.
După ce s-a retras în 2005, a devenit antrenor. Acum este antrenorul lotului național masculin de gimnastică.
Este căsătorit cu fosta campioană de gimnastică ritmică Ana Maria Guther. Împreuna au o fată, Bianca Maria.